# Ferula communis
Ferula communis L., volgarmente conosciuta come finocchiaccio, ferla (in Sicilia e nel Lazio), ferula o feurra (in Sardegna), è una pianta erbacea perenne della famiglia delle Apiacee.

## Etimologia
Dal latino ferula, antico nome latino usato per indicare una pianta a fusto dritto.

## Descrizione
Pianta erbacea perenne a riposo estivo, poco appariscente in inverno, mentre in primavera, alla fioritura il fusto si allunga in un alto scapo fiorale (alto fino a 3 m) che persiste a lungo sulla pianta anche quando secco. Le foglie basali sono lunghe 30–60 cm o più, con ampie guaine, più volte pennate a lacinie lineari, mucronate. I fiori sono riuniti in numerose ombrelle, la centrale a 25-40 raggi, le laterali più piccole; prima della fioritura sono avvolte dalla guaina rigonfia della foglia; i petali sono gialli. I frutti, lunghi 12–18 mm, sono diacheni appiattiti con le coste laterali saldate in un'ala.
Fiorisce in maggio e giugno.

## Distribuzione e habitat
La specie è comune in tutta l'area mediterranea e il suo areale si estende a est sino alla penisola arabica e a sud sino alla Tanzania.
Predilige terreni aridi e calcarei delle zone collinari.

## Usi
Nella ritualità dionisiaca greca, i fusti della F. communis (in greco antico: νάρθηξ, nártex) vennero impiegati come tirsi.
In Sicilia i fusti fioriferi vengono raccolti in estate quando sono ormai sfioriti e, privati delle cosiddette ombrelle, e dopo l'essiccatura, vengono usati per lavori di artigianato vari: i tipici sgabelli a forma di cubo (detti "furrizzuoli" o "furrizzi" nella Sicilia centrale) e non solo, anche come traverse per appendere le foglie di tabacco a essiccare.
In tutta la Sardegna, la ferula essiccata viene utilizzata come graticci per la stagionatura di formaggio e insaccati vari, riposti all'interno de "su Pinnetu". Ancora oggi si realizzano sgabelli (conosciuti come "Scannus/os" o "scannixeddus/os"), molto resistenti e leggerissimi. Viene usata anche per la costruzione di piccoli sgabelli (tzompeddos) e cavallini per i bambini, che li usano a Santu Lussurgiu per imitare Sa Carrela 'e Nanti
In Puglia, in tempi antichi, come raccontato da Eberhard August Wilhelm von Zimmermann, che visitò la Puglia verso la fine del Settecento, la ferula era utilizzata dai pastori per fare gabbie, sedie, panieri, sgabelli ("freddizza", sul Gargano " furrizza") e quasi tutti i loro utensili. Sotto la ferula, inoltre, nasce una specie di funghi, la cui raccolta e commercio era ed è molto abbondante.

## Curiosità
Sulle radici di questa pianta cresce il fungo Pleurotus eryngii var. ferulae, in Sardegna conosciuto come feurratzu, ricercatissimo e molto apprezzato in cucina.

## Tossicologia
Alcuni principi attivi che si rinvengono nei tessuti di questa pianta sono di natura dicumarinica ad attività anticoagulante.
La sintomatologia è di tipo emorragico ed è stata riscontrata in maniera più frequente in ovini, caprini bovini ed equini che si erano cibati della pianta (mal della ferula).
Comunque normalmente nei pascoli naturali il bestiame scarta la ferula e non se ne ciba e questa di conseguenza, al contrario delle altre erbe, si sviluppa arrivando a fioritura e dispersione del proprio seme diventando infestante di questi luoghi.
Il rischio maggiore di intossicazione al bestiame lo si corre soprattutto quando questi pascoli-prati con ferula vengono sfalciati (ciò normalmente avviene prima della fioritura quando ancora la pianta è praticamente mimetizzata alla vista dell'uomo) e utilizzati magari trinciandone ed essiccandone il fieno raccolto per aumentarne la digeribilità e addirittura miscelandolo con altre essenze foraggere. Così facendo anche il bestiame non è più in grado di riconoscere e scartare la ferula e l'intossicazione che procede in modo silente ma continuo aumenta il rischio di falcidia di intere mandrie.